# Fégui
Fégui is een stad (commune urbaine) en gemeente (commune) in de regio Kayes in Mali. De gemeente telt 3900 inwoners (2009).